# RSG Stad en Esch
De Regionale Scholen Gemeenschap Stad en Esch is een brede scholengemeenschap in Meppel/Diever, waar twee locaties deel van uitmaken: locatie Ezinge en locatie Diever.

## Geschiedenis

### Het ontstaan van de HBS
In 1863 gaf de toenmalige minister van Onderwijs aan dat er in of rondom Meppel een middelbare school gebouwd moest worden. Door geldgebrek werd dit enkele jaren uitgesteld, tot 1879 toen de onderhandelingen begonnen. Aan het begin van het jaar 1881 werden de bouwplannen voor het grootste gedeelte goedgekeurd. In september 1881 ging de school open onder de naam Rijks Hoogere Burgerschool met een driejarige cursus, kortweg de Rijks HBS. Dit vond plaats op de voormalige locatie Zuideinde 76. Het eerste jaar waren er maar 24 leerlingen die de toelatingstest doorstonden. Ook de volgende dertig jaar bleef de school klein. Slechts 15% tot 30% van de leerlingen waren meisjes.
Tijdens het eerste jaar van de Tweede Wereldoorlog werden de joodse leraren ontslagen. In september 1941, moesten ook Joodse leerlingen vertrekken. Een paar maanden later werd de directeuren ‘verzocht’ om aanplakbiljetten van de Jeugdstorm en de Waffen-SS op te hangen. Maar behalve dat de Duitsers wensten dat de leerlingen lid werden van hun verenigingen, wilden zij ook dat leerlingvereniging Vester lid zou worden van de ‘Kultuurkamer’. Hiermee hoopten de Duitsers invloed te krijgen op de jongeren. In 1944 was de school bezet door de Duitsers en kon er nauwelijks meer les worden gegeven.
In 1947 kreeg de school er een gymnasiumafdeling bij, en daarmee een nieuwe naam: Het Openbaar Lyceum. Tussen 1960 en 1963 kreeg de school een grote opknapbeurt. In 1968 werd de Mammoetwet ingevoerd. Hierdoor kwamen er veel nieuwe leerlingen en ontstond er een lokalentekort. De school week voor een paar jaar uit naar de Catharinastraat en toen ook dat niet voldoende bleek te zijn kwamen er noodlokalen op het sportveld. Als oplossing werd de aanliggende lagere school, de Zuiderschool, gekocht, opnieuw ingericht en met de middelbare school verbonden (1975).
De MAVO fuseerde met het locatie ‘Zuideinde’ tot het Reestdalcollege. De fusie was niet echt gewenst. In 1994 fuseerde de school weer. Ditmaal een fusie tussen de Zuidrand en het Reestdalcollege en Diever, onder de naam Stad en Esch. Diever was een kleinere school en werd daardoor destijds minder efficiënt gevonden. Dankzij deze fusie werd de opheffing voorkomen. De naam ‘Stad en Esch’ werd verzonnen door een voormalige directielid. Er was een prijsvraag uitgeschreven en omdat de leerlingen uit Meppel (Stad) en omstreken (Esch, oude schrijfwijze voor landerijen) kwamen, werd de nieuwe school Stad en Esch genoemd.

## Stad & Esch & Ezinge
Op 25 september 2008 heeft de gemeenteraad van Meppel besloten om de huidige locaties in Meppel, Zuideinde, Randweg/Beroepencollege en Praktijkschool samen te voegen op onderwijspark Ezinge. Deze onderwijscampus in de Meppeler wijk "Ezinge" is officieel geopend door Z.K.H. Koning Willem-Alexander op 19 oktober 2014 en wordt naast Stad & Esch ook gebruikt door Drenthe College. De sporthallen op het complex doen buiten school ook dienst voor andere doeleinden. Het locatie VSO is in 2021 hernoemd naar Eigen Weg.